# Beginner (singolo)
Beginner è un brano musicale del gruppo di idol giapponesi AKB48, pubblicato come loro diciottesimo singolo il 27 ottobre 2010. Il singolo è stato in grado di vendere 568,095 copie al primo giorno di pubblicazione, arrivando alla vetta della classifica Oricon, ed un totale di 826.989 nella prima settimana. Beginner è il quinto singolo consecutivo delle AKB48 ad arrivare alla vetta della classifica, diventando inoltre il singolo più venduto in Giappone nel 2010.

## Tracce
CD "Tipo A"
1. Beginner - 3:57
2. Boku Dake no Value (僕だけのvalue) - 4:32
3. Kimi ni Tsuite (君について) - 5:39
4. Beginner (Off Vocal Ver.) - 3:54
5. Boku Dake no Value (Off Vocal Ver.) - 4:32
6. Kimi ni Tsuite (Off Vocal Ver.) - 5:41

CD "Tipo B"
1. Beginner - 3:57
2. Boku Dake no Value - 4:32
3. Nakeru Basho (泣ける場所) - 5:01
4. Beginner (Off Vocal Ver.) - 3:54
5. Boku Dake no Value (Off Vocal Ver.) - 4:32
6. Nakeru Basho (Off Vocal Ver.) - 5:03

CD "Tipo Theater"
1. Beginner - 3:57
2. Boku Dake no Value - 4:32
3. Kimi ni Tsuite - 5:39
4. Nakeru Basho - 5:01

## Classifiche
| Classifica (2010)                       | Posizione più alta |
| --------------------------------------- | ------------------ |
| Giappone                                | 1                  |
| Billboard Billboard Japan Hot 100       | 1                  |
| RIAJ Digital Track Chart weekly top 100 | 2                  |